# McKittrick Canyon Archeological District
Le McKittrick Canyon Archeological District est un district historique du comté de Culberson, dans l'ouest du Texas, aux États-Unis. Situé au sein du canyon McKittrick, dans le parc national des Guadalupe Mountains, il est inscrit au Registre national des lieux historiques depuis le 26 septembre 1991.